# Mengxianminite
La mengxianminite è un minerale non considerato valido dall'IMA perché la sua descrizione è stata pubblicata prima dell'approvazione.